# F1 2000
F1 2000 – symulator wyścigów Formuły 1 należący do serii F1 wydana przez EA Sports. Pozwala na uczestniczenie w mistrzostwach Formuły 1 w sezonie 2000.

## Rozgrywka
- Wybór widoku kamer z bolidu[2].
- Przed i po wyścigu dostępny jest komentarz w stylu normalnej transmisji telewizyjnej w wykonaniu komentatora telewizyjnego Jima Rosenthala[2].
- W grze zawarta jest licencjonowana muzyka[2].
- Możliwość zapisania powtórki[2].
- W Grze są samochody, kierowcy i tory oficjalnych Mistrzostw Świata autoryzowane przez FIA w sezonie 2000[2].
- Tryb gry wieloosobowej[2].

## Odbiór gry
- GameRankings – 79,12% / 100%[3]
- PC Zone UK – 75 / 100[3]
- Electric Playground – 5,5 / 10[3]
- GameSpot – 8,4 / 10[3]
- Gameguru Mania – 4 / 5[3]
- Game Vortex – 8 / 10[3]
- Game Blitz – 90 / 100[3]
- Fragland – 85 / 100[3]
- PC Gamer UK – 58 / 100[3]
- Game Raiders – 68 / 100[3]
- Computer Gaming World – 4,5 / 5[3]